# Périclès
Vous lisez un « article de qualité » labellisé en 2012.
Pour les articles homonymes, voir Périclès (homonymie).
Périclès (en grec ancien Περικλῆς / Periklễs), né vers 495 av. J.-C. et mort en 429 av. J.-C., est un stratège, orateur et homme d'État athénien.
Fils de l'homme politique Xanthippe et d’Agaristé, laquelle appartient à la puissante famille des Alcméonides, Périclès est influent durant l'âge d'or de la cité, plus précisément entre les guerres médiques et la guerre du Péloponnèse. Il fait de la ligue de Délos un empire athénien et dirige ses compatriotes au cours des deux premières années de la guerre du Péloponnèse. Il a eu une influence si profonde sur la société athénienne que Thucydide, un historien contemporain, le qualifie de « premier citoyen de sa patrie » et que son époque est parfois appelée le « siècle de Périclès ».
Les sources sur sa vie sont nombreuses, mais discordantes. Périclès a marqué ses contemporains et les générations suivantes à Athènes, dans le monde hellénistique, puis romain : il existe de nombreuses sources littéraires antiques à son sujet dont les auteurs sont parfois devenus des classiques. Ces sources riches en renseignements ne sont jamais neutres et leurs orientations ont fait l'objet de nombreux débats historiographiques. Il s'illustre également dans la promotion des arts, une des principales raisons pour lesquelles Athènes détient la réputation d'être le centre éducatif et culturel du monde grec antique. Il est à l'origine du projet de construction de la plupart des structures encore présentes aujourd'hui sur l'Acropole d'Athènes dont le Parthénon. En outre, il favorise la démocratie athénienne à tel point que des critiques le qualifient de démagogue.

## Biographie

### Datation
Selon la plupart des historiens, Périclès serait né vers 495 av. J.-C., dans le dème de Cholargós juste au nord d'Athènes.

### Famille
Membre de la tribu acamantide, il a pour père Xanthippe, un homme politique important qui s'est opposé à Miltiade et qui, bien qu'ostracisé en 485/484 av. J.-C., est revenu dans la cité pour commander le contingent athénien dans les victoires grecques au cap Mycale et à Sestos cinq ans plus tard. Sa mère, Agaristé, est une descendante de la puissante famille noble et controversée des Alcméonides et ses liens familiaux ont joué un rôle crucial dans le démarrage de la carrière politique de Xanthippe. Agaristé est l'arrière-petite-fille du tyran de Sicyone, Clisthène, et la nièce du réformateur athénien également appelé Clisthène, autre Alcméonide,. Son frère aîné, Ariphron, nommé comme le père de Xanthippe, n'a pas laissé de traces d'activités politiques.
D'après Hérodote et Plutarque, Agaristé avait rêvé, quelques nuits avant la naissance de Périclès, qu'elle portait un lion,,. Une interprétation de cette anecdote considère le lion comme symbole traditionnel de grandeur, mais l'histoire peut aussi faire allusion à la taille inhabituelle du crâne de Périclès, qui est devenue une cible de moquerie de la part des comédiens contemporains, et l'origine du sobriquet de « tête d'oignon ». Plutarque présente cette malformation comme la raison pour laquelle Périclès est toujours casqué mais le casque était le symbole de sa fonction officielle de stratège qui incluait notamment le commandement militaire ; on le retrouve sur de nombreux bustes de personnalités aux pouvoirs similaires.
Au Ve siècle av. J.-C., la famille des Alcméonides est en concurrence avec les autres familles eupatrides (aristocratiques) de la cité, comme les Cimonides-Philaïdes ou les Eumolpides. Ces familles nouent parfois des alliances matrimoniales mais elles se livrent également à de féroces luttes politiques pour le pouvoir et le prestige, ces luttes ont une grande importance sur la vie et la carrière de Périclès.

### Alliances matrimoniales
Périclès, suivant la coutume d'Athènes, a d'abord été marié à l'une de ses proches parentes : Dinomaque, petite-fille de Clisthène, avec qui il a deux fils, Paralos et Xanthippe,. Celle-ci avait déjà été mariée à Hipponicos Ammon, membre d'une puissante famille ayant compté de nombreux prêtres. Périclès divorce ensuite de Dinomaque et la remarie à Clinias, homme politique et stratège particulièrement riche issu lui aussi d'une famille prestigieuse. Loin d'être une source de discorde, ces mariages renforcent les liens de solidarité entre les différents époux. À la mort de Clinias en 447 av. J.-C. à la bataille de Coronée, Périclès devient le tuteur de ses enfants, dont Alcibiade.

### Aspasie

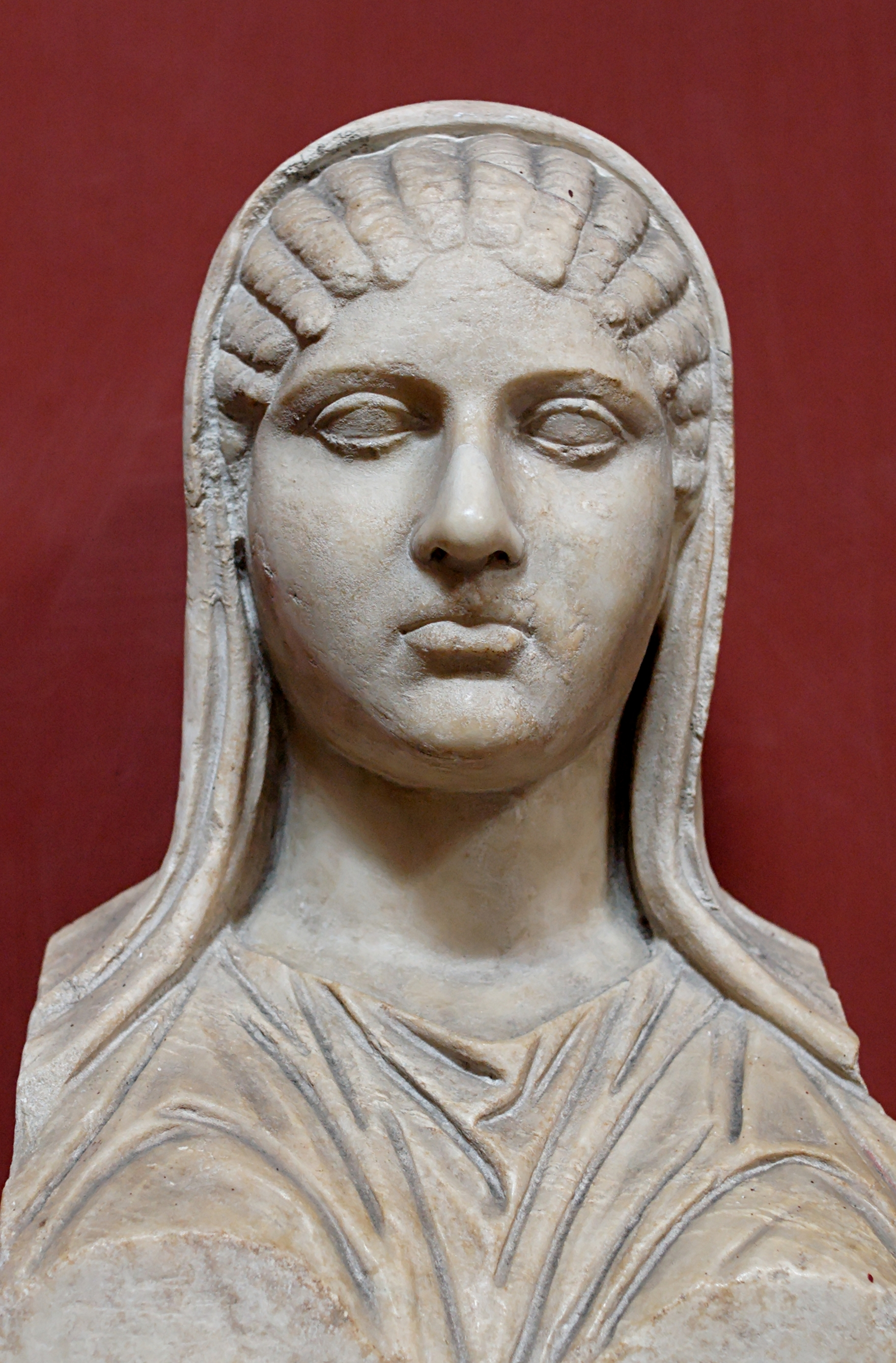
Statue d'Aspasie de Milet (vers -469 - vers -406), compagne de Périclès.

Vers 445 av. J.-C., Périclès prend pour compagne une métèque originaire de Milet, Aspasie. Cette relation avec une étrangère suscite de nombreuses réactions, même de Xanthippe, l'un des fils de Périclès qui a des ambitions politiques, qui n'hésite pas à critiquer son père. Elle est pour les ennemis du stratège une occasion de le dénigrer et même de l'attaquer en justice. Bien qu'il soit certain qu'elle partage la vie et la maison de Périclès, son statut n'est pas sûr, concubine ou épouse officielle. Puisqu'Aspasie, citoyenne de Milet, et Périclès, citoyen d'Athènes, ne jouissent pas de l'épigamie, il est peu probable qu'ils aient pu se marier. Selon certains, c'est d'ailleurs parce qu'elle n'était pas une femme mariée qu'elle disposait de tant de liberté. Ils ont ensemble au moins un fils, Périclès le Jeune. Selon la tradition hostile à Périclès, Aspasie est une hétaïre ; pour Aristophane et Hermippe le Borgne, elle est même proxénète. Cette hypothèse est crédible mais elle est peut-être une calomnie inventée par ses adversaires. La liberté sociale et de parole d'Aspasie, sortant et discutant en public avec Périclès, a pu choquer les Athéniens pour qui la place d'une bonne épouse est au gynécée et contribuer à sa réputation de mœurs licencieuses. Pour d'autres auteurs anciens comme Callias et Eschine, elle fut professeur de rhétorique. Plutarque rapporte les deux faits et Danielle Jouanna, la biographe moderne d'Aspasie, ne tranche pas tout en soulignant que l'un n'exclut pas l'autre. Platon et Xénophon affirment qu'elle recevait Socrate et discutait philosophie avec lui : Aspasie est érudite, son influence politique et intellectuelle sur Périclès est réelle et elle participe à entretenir son cercle d'amis.

### Maîtres et amis
Bien qu'il soit destiné à faire de la politique, ses premières années sont calmes et le jeune Périclès, plutôt introverti, prend soin d'éviter les apparitions publiques, préférant consacrer son temps à ses études, ce que lui permettent la noblesse et la richesse de sa famille. Il apprend la musique des maîtres de son époque comme Damon d'Athènes qui restera son ami et son conseiller jusqu'à ce qu'il soit ostracisé.
Il apprécie la compagnie du sophiste Protagoras d'Abdère, des philosophes Zénon d'Élée et Anaxagore en particulier, dont il devient un proche ami, et qui l'influence beaucoup. La manière de penser et le charisme rhétorique de Périclès, son flegme proverbial et sa maîtrise de soi seraient le résultat de l'influence d'Anaxagore,, de ses idées sur la nécessité du calme émotionnel face aux difficultés et de son scepticisme à propos des phénomènes divins. En plus de ces penseurs, il entretient aussi un cercle d’artistes et d'artisans comme Phidias, Céphale de Syracuse ou Hippodamos. Ses relations personnelles avec des étrangers de Syracuse, de Milet, de Corinthe et même de Sparte sont parfois mal vues par les Athéniens et dénoncées par ses adversaires politiques.

### Descendance
Sa plus grande tragédie personnelle est la mort de sa sœur et de ses deux fils légitimes, Xanthippe et Paralos, touchés par l'épidémie de 430 av. J.-C. Juste avant sa mort, les Athéniens permettent un changement dans la loi de 451 av. J.-C. qui fait de Périclès le Jeune, son dernier héritier mais fils d'Aspasie de Milet et donc demi-Athénien (nothos), un citoyen de la cité et héritier légitime,, une décision d'autant plus frappante que Périclès a proposé la loi limitant la citoyenneté à ceux de filiation athénienne des deux parents. Périclès le Jeune sera lui aussi stratège et participera à la bataille des Arginuses en 406 av. J.-C. à la suite de laquelle il est exécuté.

### Carrière politique avant 431av. J.-C.

#### Entrée en politique
Au printemps de 472 av. J.-C., Périclès présente la tragédie grecque Les Perses d'Eschyle aux Grandes Dionysies en tant que chorège, forme particulière de liturgie, démontrant ainsi qu'il est l'un des hommes les plus riches d'Athènes. L'historien Simon Hornblower a fait valoir que la sélection par Périclès de cette tragédie, qui présente une image nostalgique de la célèbre victoire de Thémistocle à la bataille de Salamine, montre que le jeune politicien a appuyé Thémistocle contre son adversaire politique Cimon, dont la faction a réussi à faire ostraciser Thémistocle peu de temps après.
Plutarque indique que Périclès est le « premier citoyen de sa patrie » pendant quarante ans. Si tel est le cas, il a dû prendre une position importante au début des années 460 av. J.-C. Tout au long de cette période, il s'est efforcé de protéger sa vie privée et a essayé de se présenter comme un modèle pour ses concitoyens. Né dans un milieu aristocratique, il désire trouver l'appui de l'ensemble du peuple et cesse de fréquenter les banquets organisés par les riches familles,.
En 463 av. J.-C., Périclès est le principal accusateur de Cimon, le chef de la faction conservatrice accusé de négliger les intérêts vitaux d'Athènes en Macédoine. Bien que Cimon soit acquitté, cette confrontation prouve que l'adversaire politique majeur de Périclès est vulnérable.

#### Ostracisme de Cimon
Autour de 461 av. J.-C., les responsables du parti démocratique décident qu'il est temps de s'attaquer à l'Aréopage, un conseil traditionnel contrôlé par l'aristocratie et autrefois l'organe le plus puissant dans l'État. Le chef du parti et mentor de Périclès, Éphialtès, propose une forte réduction de ses pouvoirs et sa proposition est adoptée par l'ecclésia (l'assemblée des citoyens). Cette réforme marque le début d'une nouvelle ère de « démocratie radicale ». Le parti démocratique devient progressivement dominant dans la vie politique et Périclès semble disposé à suivre une politique populiste afin de flatter le public. Selon Aristote, cette attitude peut s'expliquer par le fait que son principal adversaire politique, Cimon, est riche et généreux et pouvait obtenir les faveurs du public en utilisant sa considérable fortune personnelle. L'historien Loren J. Samons II fait cependant valoir que Périclès aurait eu suffisamment de ressources pour faire une carrière politique avec des moyens privés, s'il l'avait choisi.
En 461 av. J.-C., Périclès obtient l'élimination politique de ce redoutable adversaire en utilisant l'« arme » de l'ostracisme. L'accusation principale porte sur le fait que Cimon a trahi sa ville en agissant comme un partisan de Sparte et qu'il est donc opposé aux intérêts des Athéniens.
Selon Claude Mossé, au-delà d'un différend institutionnel et philosophique, l'antagonisme entre Cimon et Périclès s'inscrit dans une rivalité de personnes et de familles : « le fils de Xanthippe désire infliger au fils de Miltiade le même ostracisme que celui-ci avait infligé à celui-là » vingt ans auparavant.

#### Dirigeant d'Athènes
L'assassinat d'Éphialtès en 461 av. J.-C. ouvre la voie à Périclès pour consolider son autorité. En l'absence d'opposition forte après l'ostracisme de Cimon, Périclès, meneur incontestable du parti démocratique, devient de facto le dirigeant de l'empire athénien. Il demeure au pouvoir presque sans interruption jusqu'à sa mort en 429 av. J.-C.

##### Les réformes civiques
Périclès adopte et promeut une politique sociale populaire. Il propose d'abord un décret qui permet aux pauvres d'assister aux pièces de théâtre sans payer, l’État couvrant le coût de leur place. Il fait ensuite abaisser le seuil de richesse exigé pour devenir archontes en 458-457 av. J.-C.. Sa mesure la plus importante, populaire mais choquante aux yeux de l’aristocratie, est la mise en place à partir de 454 av. J.-C. de la misthophorie : une indemnité ou « misthos » (μισθός / misthós, littéralement « gages, paie ») de deux oboles par jour est versée à tous les citoyens qui servent comme jurés dans l'Héliée (le tribunal populaire d'Athènes) puisqu'ils perdent les bénéfices d'une journée entière de travail. Cette indemnité, plus tard étendue aux autres magistrats et aux soldats, est ridicule pour les riches et intéressante pour les pauvres : elle permet à tous de participer à la démocratie.
Sa mesure la plus controversée aujourd'hui est la loi de 451 av. J.-C., qui limite la citoyenneté aux personnes ayant une filiation athénienne par leurs deux ascendances, alors que celle du père suffisait auparavant,.

##### La guerre sur plusieurs fronts
Périclès fait ses premières manœuvres militaires pendant la première guerre du Péloponnèse, causée en partie par l'alliance d'Athènes avec Mégare et Argos et la réaction subséquente de Sparte.
En 454 av. J.-C., il attaque Sicyone et l'Acarnanie où il tente, sans succès, de prendre Œniadæ, avant de retourner à Athènes,. En 451 av. J.-C., Cimon serait revenu d'exil et aurait négocié une trêve de cinq ans avec Sparte sur proposition de Périclès, un événement qui indiquerait un changement de sa stratégie politique. Il est possible qu'il ait pris conscience de l'importance de la contribution de Cimon durant les conflits en cours contre les Péloponnésiens et les Perses. Anthony J. Podlecki fait cependant valoir que ce prétendu changement de position est une invention des auteurs anciens afin de « donner une vue tendancieuse de la sournoiserie de Périclès ».
Plutarque affirme que Cimon a conclu un accord de partage du pouvoir avec ses adversaires, selon lequel Périclès s'occupe des affaires intérieures tandis que Cimon est le chef de l'armée, faisant campagne à l'étranger. S'il a réellement été conclu, ce marché constitue une concession de la part de Périclès, mettant en doute ses qualités de stratège. Donald Kagan estime que Cimon s'est adapté aux nouvelles conditions et a fait la promotion d'un mariage politique entre les démocrates et les aristocrates.
Au milieu des années 450 av. J.-C., les Athéniens appuient sans succès une révolte égyptienne contre la Perse, ce qui conduit à un long siège d'une forteresse perse dans le delta du Nil. La campagne aboutit à une catastrophe avec la défaite et la destruction de leurs forces. En 451-450 av. J.-C., les Athéniens envoient des troupes à Chypre. Cimon vainc les Perses à Salamine de Chypre mais meurt de maladie en 449 av. J.-C. Périclès aurait été à l'initiative des deux expéditions en Égypte et à Chypre, bien que certains chercheurs, tels que Karl Julius Beloch, fassent valoir que l'envoi d'une grande flotte est conforme à l'esprit de la politique de Cimon.
De cette période complexe, l'existence de la paix de Callias, traité qui aurait mis fin aux hostilités entre les Grecs et les Perses, est vivement contestée et ses détails et sa négociation sont tout aussi ambigus. L'historien Ernst Badian écrit qu'une paix entre Athènes et la Perse a été ratifiée en 463 av. J.-C. (faisant des interventions athéniennes en Égypte et à Chypre des violations de cette paix) et a été renégociée à la fin de la campagne à Chypre, entrant en vigueur en 449-448 av. J.-C.. John Fine, d'un autre côté, suggère que la première paix entre Athènes et la Perse a été conclue en 450-449 av. J.-C. à la suite du calcul stratégique de Périclès que le conflit en cours avec la Perse porte atteinte à la capacité d'Athènes d'étendre son influence en Grèce et en mer Égée. Kagan estime qu'il a eu recours à Callias, beau-frère de Cimon, en tant que symbole de l'unité et l'a employé à plusieurs reprises pour négocier des accords importants.

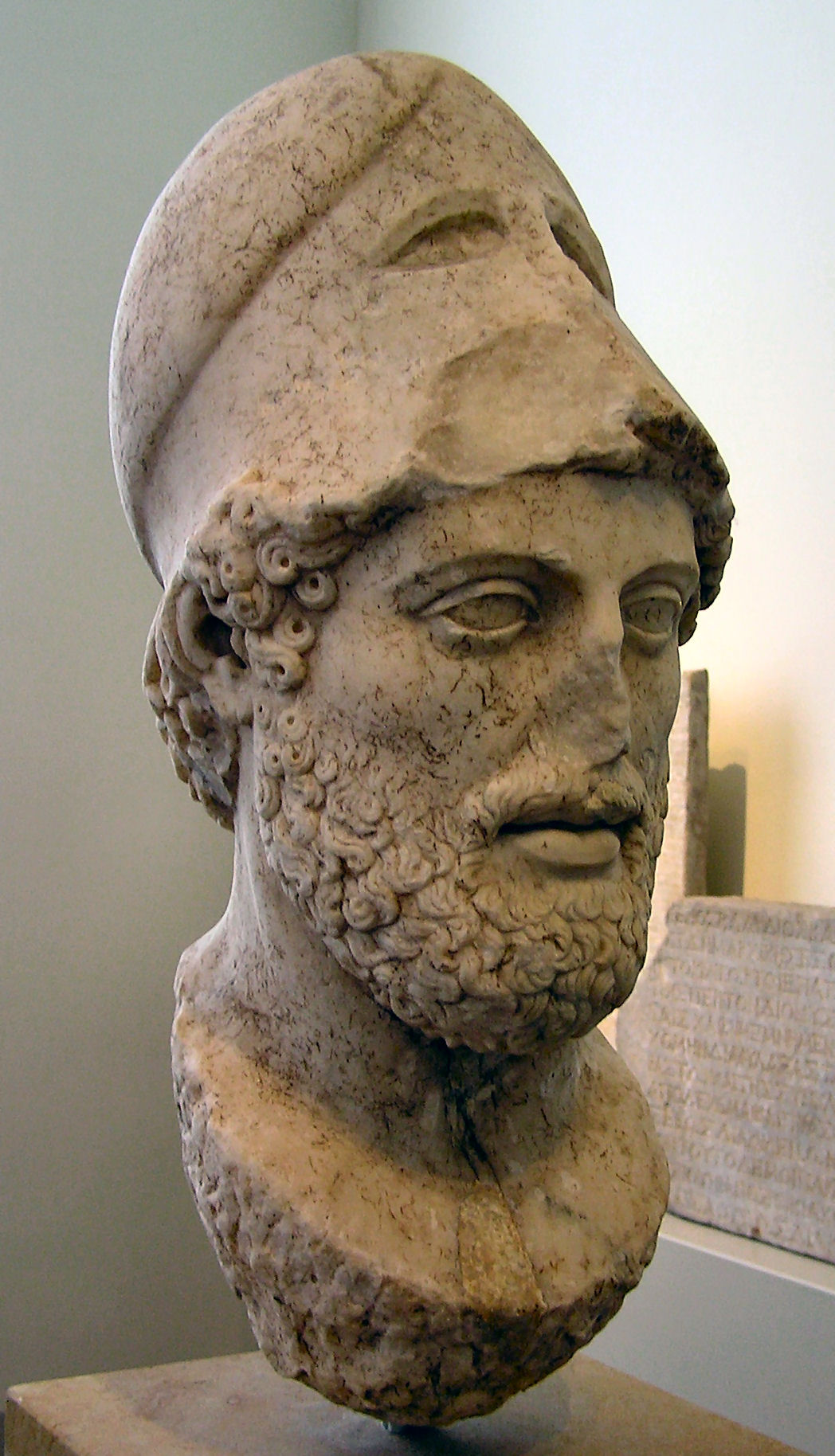
Buste de Périclès d'après une copie de celui de Crésilas. Altes Museum, Berlin.

Au printemps de l'année 449 av. J.-C., Périclès propose un décret qui conduit à une réunion (un « congrès ») de tous les États grecs, afin d'examiner la question de la reconstruction des temples détruits par les Perses. Le congrès échoue en raison de la position de Sparte mais les véritables intentions de Périclès restent floues. Certains historiens croient qu'il a voulu mettre en place rapidement une sorte de confédération de toutes les cités grecques, d'autres qu'il a voulu faire valoir la prééminence athénienne. Selon Terry Buckley, l'objectif du décret est un nouveau mandat pour la ligue de Délos et pour la collecte du phoros (tribut).
Pendant la deuxième guerre sacrée (448 av. J.-C.), Périclès conduit l'armée athénienne contre Delphes et restaure la souveraineté de la Phocide sur l'oracle,. En 447 av. J.-C., il conduit « mille colons athéniens » en Chersonèse de Thrace pour augmenter la présence grecque dans la région. Il souhaite ainsi créer une « barrière » qui s'opposera « aux incursions des Thraces répandus dans le voisinage de la Chersonèse » et aux attaques de brigands qui demeurent dans la région. Son effort met fin à des « guerres continuelles et pénibles » que doit soutenir la région,. À ce moment cependant, Athènes est sérieusement contestée par un certain nombre de révoltes parmi ses « alliés ». En 447 av. J.-C., les oligarques de Thèbes conspirent contre la faction démocratique. Les Athéniens demandent leur extradition immédiate, mais, après la bataille de Coronée, Périclès est forcé d'admettre la perte de la Béotie afin de récupérer ses soldats capturés pendant cette bataille. La Béotie dans des mains ennemies, la Phocide et la Locride sont devenues intenables et tombent rapidement sous le contrôle des oligarques hostiles.
En 446 av. J.-C., un soulèvement plus dangereux éclate : l'Eubée et Mégare se révoltent. Périclès passe en Eubée avec ses troupes mais est forcé de revenir quand l'armée spartiate envahit l'Attique. Grâce à la corruption et aux négociations, il désamorce la menace imminente et les Spartiates rentrent chez eux. Lorsque la gestion des deniers publics de Périclès est ensuite vérifiée, une dépense de 10 talents n'est pas suffisamment justifiée, puisque les documents officiels mentionnent que l'argent a été dépensé à des « fins très graves ». Néanmoins, ces fins, à savoir la corruption, sont aussi évidentes pour les vérificateurs qui ont approuvé les dépenses sans ingérence officielle et sans même enquêter sur ce mystère. La menace spartiate disparue, Périclès retourne en Eubée pour écraser la révolte. Ensuite, il inflige un châtiment rigoureux aux propriétaires fonciers de Chalcis dont les propriétés sont confisquées. Les habitants d'Histiée, qui ont massacré l'équipage d'une trière athénienne, sont expulsés de leur territoire et remplacés par des colons athéniens. La crise se termine officiellement par la paix de Trente Ans (hiver 446-445 av. J.-C.) qui voit Athènes renoncer à la plupart de ses possessions sur le « continent » grec acquises depuis 460 av. J.-C., Athènes et Sparte convenant de ne pas attaquer leurs alliés réciproques.

##### Mise au pas des conservateurs
En 444 av. J.-C., les factions conservatrice et démocratique s'affrontent dans une lutte acharnée. L'ambitieux chef des conservateurs, Thucydide, accuse Périclès de gaspillage, critiquant la façon dont il a dépensé l'argent pour le plan de construction en cours. Thucydide réussit dans un premier temps à convaincre une majorité à l'ecclésia, mais quand Périclès prend la parole, il remet les conservateurs en minorité. Il l'emporte en proposant de rembourser la ville de tous les frais sur ses propres deniers, en échange de quoi il dédicacerait les monuments en son propre nom. Sa position est saluée par des applaudissements et Thucydide subit une défaite inattendue. En 442 av. J.-C., l'ecclésia ostracise Thucydide pendant dix ans et Périclès est une fois de plus le maître incontesté de l'arène politique athénienne.

##### De l'alliance à l'empire

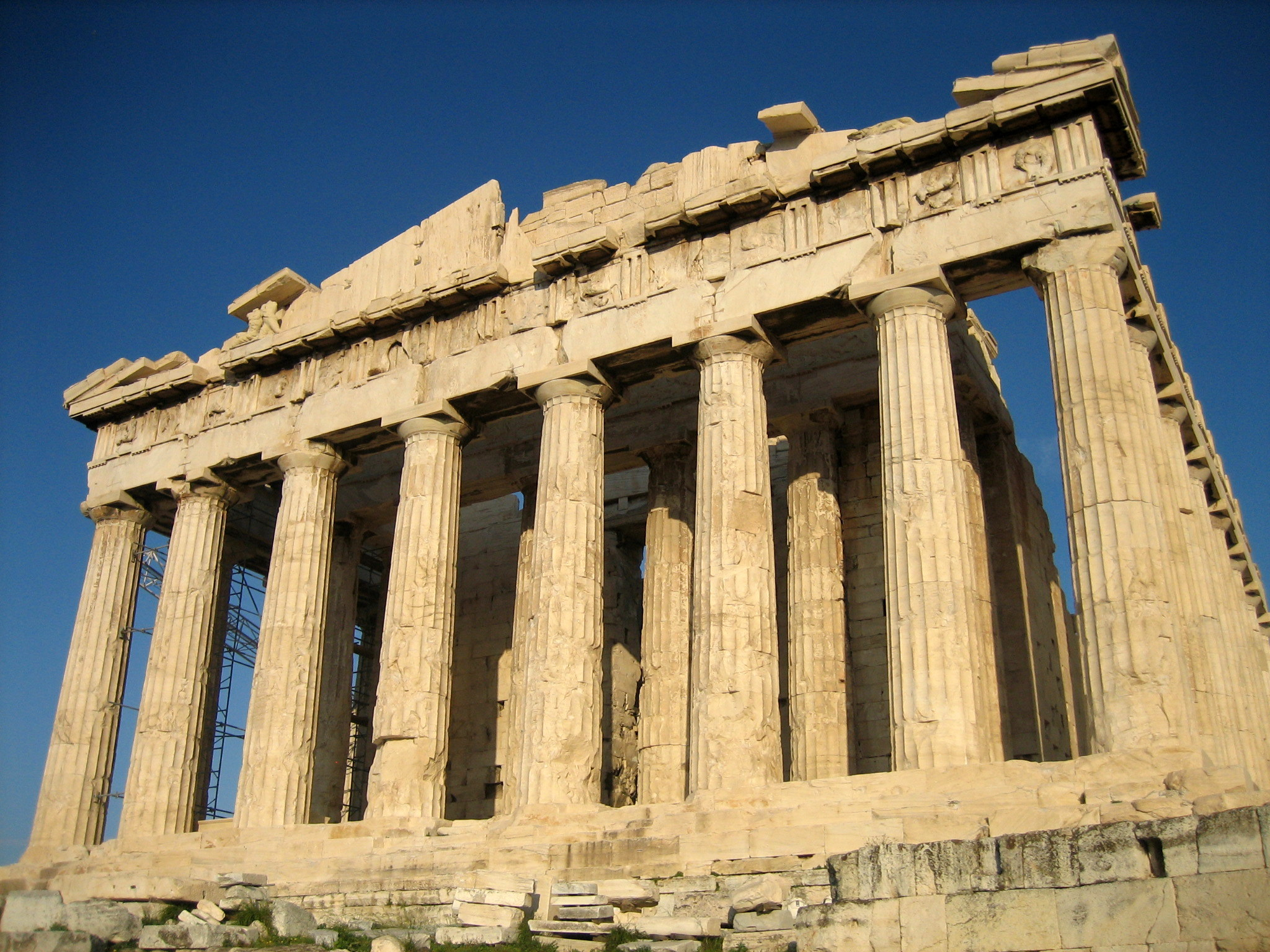
Le Parthénon, pièce maîtresse de l'Acropole d'Athènes, en 2006.

Périclès veut consolider l'hégémonie d'Athènes sur ses alliés et assurer sa prééminence en Grèce. Le processus par lequel la Ligue de Délos se transforme en un empire athénien s'amorce bien avant Périclès, plusieurs membres de la ligue ont choisi de payer un tribut ou phoros (φόρος/phóros) à Athènes plutôt que de fournir des équipages et des navires pour les actions communes. Néanmoins, c'est bien lui qui parachève cette évolution. C'est paradoxalement la défaite en Égypte et la contestation par plusieurs cités, comme Milet et Érythrée qui renforce la pression athénienne sur ses alliés. Pour les museler et pour prendre le contrôle des finances de l'alliance, Périclès fait transférer le trésor de la ligue de la ville de Délos à Athènes en 454-453 av. J.-C.. En 450-449 av. J.-C., les révoltes de Milet et d'Érythrée sont réprimées et Athènes rétablit sa domination. Vers 447 av. J.-C., un décret semble avoir imposé la monnaie d'argent, les poids et les mesures athéniens à l'ensemble des alliés, précisant que l'excédent d'une opération de la frappe des pièces va dans un fonds spécial,.
C'est de ce trésor que Périclès tire les fonds nécessaires à son ambitieux plan de construction centré sur « l'Acropole de Périclès », plan qui comprend les Propylées et le Parthénon pour commémorer les guerres médiques et la statue d'Athéna, sculptée par son ami Phidias. Il lance la construction de l'Odéon d'Athènes, premier théâtre à être muni d'un toit et pouvant accueillir 5 000 spectateurs, son style architectural s'inspire des résidences impériales perses et ce symbole renforce encore l'image impérialiste d'Athènes sur ses alliés. En 449 av. J.-C., Périclès propose un décret autorisant l'utilisation de 9 000 talents pour financer le programme de reconstruction des temples d'Athènes. Angelos Vlachos (de), un universitaire grec, soutient que l'utilisation du trésor de l'alliance, initié et exécuté par Périclès, est l'un des plus importants détournements de fonds dans l'histoire humaine. Ce détournement a financé quelques-unes des créations artistiques les plus merveilleuses du monde antique. Ainsi, Périclès réussit à mener une politique de prestige redoutablement efficace. Ces chantiers monumentaux fournissent du travail à toutes les corporations d'artisans ainsi qu'aux pauvres et renforcent sa politique sociale.

##### Révolte de Samos
La révolte de Samos est l'un des derniers grands événements militaires avant la guerre du Péloponnèse. Après l'ostracisme de Thucydide, Périclès est réélu stratège chaque année, le seul poste qu'il a officiellement occupé, bien que son influence soit si grande qu'elle fait de lui le dirigeant de facto de l’État. En 440 av. J.-C., Sámos est en guerre avec Milet à propos du contrôle de Priène, une ancienne ville de l'Ionie au pied du mont Mycale. Battus, les Milésiens viennent à Athènes pour plaider leur cause contre les Samiens. Lorsqu'Athènes ordonne aux deux parties de cesser les combats et de soumettre à son arbitrage, les Samiens refusent. En réponse, Périclès convainc l'ecclésia d'envoyer une expédition à Samos pour interrompre la guerre contre les Milésiens. Après une bataille navale dirigée par Périclès et les neuf autres stratèges, les Athéniens défont les forces de Samos et lui imposent un nouveau gouvernement. Le siège a cependant duré huit mois difficiles et a entraîné un mécontentement parmi les marins athéniens. Périclès réprime ensuite une révolte à Byzance et, quand il revient à Athènes, donne une oraison funèbre pour honorer les soldats morts dans l'expédition.
Entre 438-436 av. J.-C., il mène la flotte dans la région du Pont et établit des relations amicales avec les villes grecques de la zone. Il s'occupe également de projets internes comme la fortification d'Athènes avec l'édification de Longs Murs, une double muraille afin de garantir les communications entre la ville et son port du Pirée, et la création de nouvelles clérouquies, comme Ándros, Naxos et Thourioï (444 av. J.-C.) ainsi qu'Amphipolis (437-436 av. J.-C.),.

##### Attaques contre Périclès

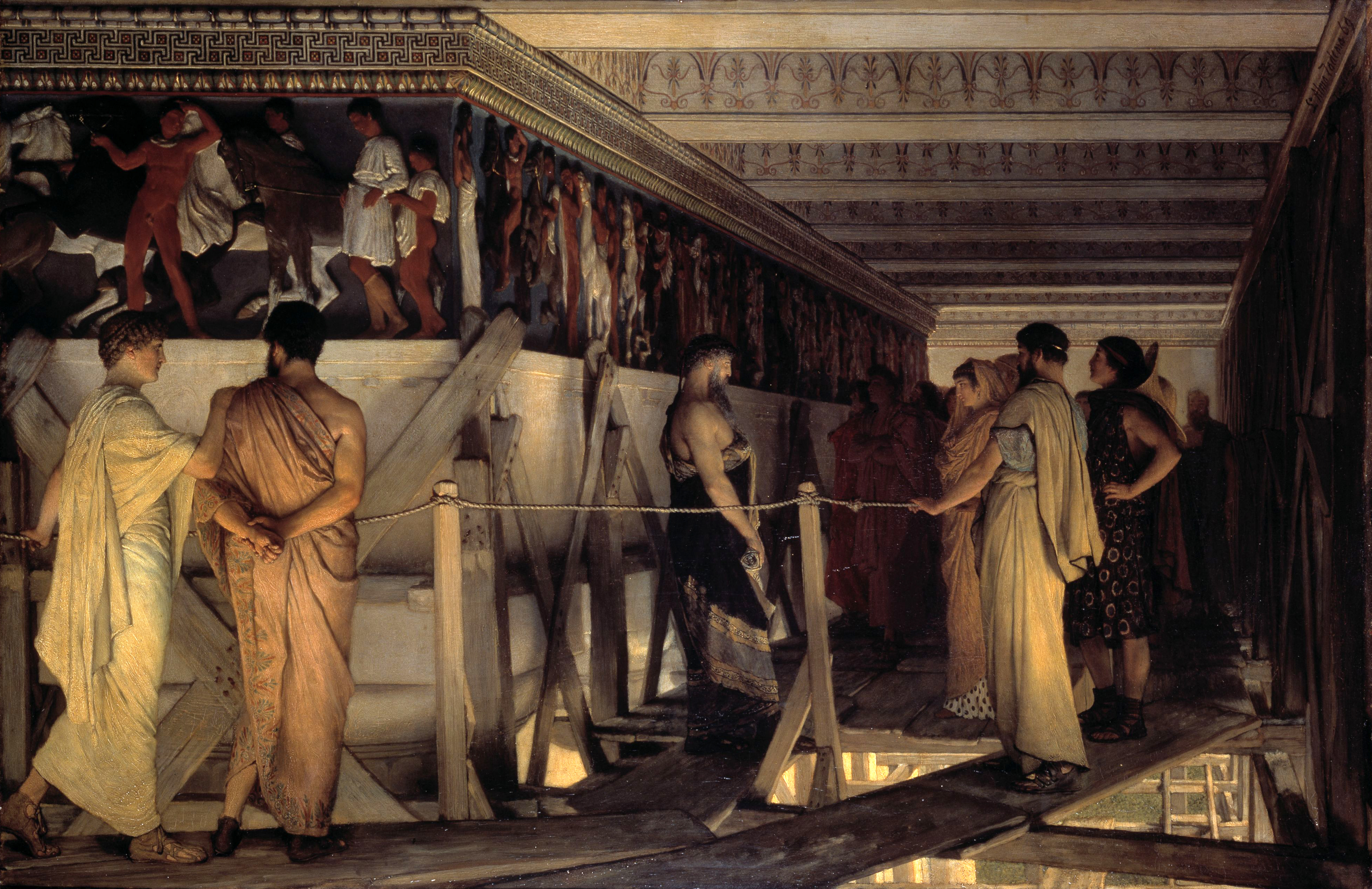
Phidias faisant visiter le Parthénon à ses amis ; parmi les spectateurs, les critiques d'art ont identifié Périclès, l'homme barbu qui fait face à Phidias. À côté de lui est sa compagne, Aspasie. Au premier plan se trouvent Alcibiade, et son amant, Socrate. Peinture de Lawrence Alma-Tadema, 1868.

Périclès et ses amis ne sont jamais à l'abri des attaques, puisque la prééminence, dans la démocratie d'Athènes, ne signifie pas le pouvoir absolu. Plutarque donne les noms des accusateurs : Simmias, Lacratidas, Cléon. C'est le comportement de ce genre d'accusateurs que Démosthène, Théophraste - ou encore Cicéron - qualifient de « chien du peuple ».
Juste avant l'éruption de la guerre du Péloponnèse, Périclès et deux de ses proches, Phidias et Aspasie, font face à une série d'attaques personnelles et judiciaires, notamment pour détournement. Phidias, responsable de tous les projets de construction, est d'abord accusé du détournement de l'or destiné à la statue d'Athéna et d'impiété, parce que, lors de la représentation de la bataille des Amazones sur le bouclier d'Athéna, il a sculpté le personnage d'un vieillard chauve lui ressemblant, et a introduit un autre personnage ressemblant très fortement à Périclès se battant contre une Amazone. Les ennemis de Périclès ont également trouvé un faux témoin contre Phidias.
Aspasie, notable pour avoir de la conversation et comme conseillère, est accusée de corrompre les femmes d'Athènes afin de satisfaire les perversions de Périclès,. Bien qu'Aspasie soit acquittée grâce à une « explosion » émotionnelle rare de Périclès, son ami Phidias meurt en prison ; son mentor, Anaxagore, est attaqué à l'Héliée pour ses convictions religieuses, ; Lucien de Samosate dit dans Timon qu'il doit sa survie à Périclès.

Les ennemis de Périclès reprochent à Aspasie sa naissance à Milet. Robert Flacelière rapporte que les poètes comiques se sont emparés de l’affaire et ont accusé Aspasie de prostitution, ce qui n’a jamais été prouvé. L’historien cite à ce sujet Marie Delcourt : 
Au-delà de ces poursuites initiales, Périclès est attaqué à l'Ecclésia : demande est faite de justifier ses dépenses fastueuses et sa mauvaise gestion des deniers publics. Selon Plutarque, il a tellement peur du procès à venir qu'il ne laisse pas les Athéniens se rendre aux demandes des Lacédémoniens, c'est-à-dire de révoquer le décret mégarien, ce qui aurait apaisé les sentiments belliqueux parmi les populations grecques. Beloch estime également que Périclès a poussé à la guerre pour protéger sa position politique. Ainsi, au début de la guerre du Péloponnèse, Athènes se trouve dans la position inconfortable de confier son avenir à un chef militaire dont la prééminence vient d’être sérieusement ébranlée pour la première fois en plus d’une décennie. Le philosophe Théophraste rapporte qu’il envoyait à Sparte dix talents chaque année, qu’il distribuait à tous les magistrats en fonction, afin de détourner la guerre, achetant non pas un temps de paix, mais le temps de se préparer à loisir à refaire la guerre.

### Guerre du Péloponnèse
Les causes de la guerre du Péloponnèse ont été abondamment discutées, mais de nombreux historiens de l'Antiquité rejettent la faute sur Périclès et Athènes. Thucydide laisse entendre que les Athéniens sont entrés en guerre par arrogance et désir de querelle et ajoute que Sparte s'était mise à craindre l'expansionnisme athénien. Il insiste toutefois sur le fait que l'homme politique athénien est encore puissant. Gomme et Vlachos appuient le point de vue de Thucydide,. Cependant, bien qu'il soit généralement considéré comme un admirateur de Périclès, Thucydide est un aristocrate athénien exilé par les démocrates et il a été critiqué pour sa partialité envers Sparte.

#### Prélude à la guerre

Carte du monde égéen en -431, à la veille de la guerre du Péloponnèse.

Périclès est convaincu que la guerre contre Sparte, qui ne peut pas cacher ses craintes d'une hégémonie athénienne, est inévitable. Par conséquent, il n'a pas hésité à envoyer des troupes à Corcyre pour renforcer la flotte locale qui lutte contre Corinthe, alliée de Sparte et membre de la ligue du Péloponnèse. En 433 av. J.-C., les flottes ennemies s'affrontent à la bataille de Sybota sans vainqueurs ni vaincus et un an plus tard, les Athéniens l'emportent face aux colons corinthiens à la bataille de Potidée ; il s'agit de deux événements qui contribuent grandement à la haine durable de Corinthe envers Athènes. Durant la même période, Périclès propose le décret mégarien qui ressemble à un embargo commercial moderne. Selon les dispositions du décret, les marchands de Mégare sont exclus du marché d'Athènes et des ports de son empire. Ce blocus asphyxie l'économie de Mégare et fragilise encore plus la paix entre Athènes et Sparte, alliée de Mégare. Selon l'historien George Cawkwell, ce décret de Périclès enfreint la paix de Trente Ans, « mais peut-être non sans un semblant d'excuse ». Selon les Athéniens, les Mégariens ont cultivé des terres sacrées consacrées à Déméter et donné refuge à des esclaves en fuite, un comportement qu'ils jugent impie.
Après concertation avec ses alliés, Sparte envoie une députation exigeant certaines concessions, telles que l'expulsion immédiate de la famille des Alcméonides, y compris Périclès, et le retrait du décret mégarien, menaçant d'une guerre si ces revendications ne sont pas satisfaites. Le but de ces propositions est de mettre Périclès en porte-à-faux avec son peuple (ce qui survient quelques années plus tard). À cette époque, les Athéniens n'hésitent pas à suivre les instructions de Périclès. Dans la première oraison que Thucydide attribue à Périclès, ce dernier conseille de ne pas céder aux demandes spartiates car les Athéniens sont militairement plus forts. Périclès n'est pas prêt à faire des concessions unilatérales, estimant que « si Athènes concédait ce point, Sparte trouverait alors de nouvelles exigences ». Par conséquent, il a demandé aux Spartiates d'offrir un quid pro quo : en échange de l'annulation du décret mégarien, Sparte doit abandonner sa pratique d'expulsion périodique des étrangers de son territoire et reconnaître l'autonomie de ses alliés ; une demande qui montre que l'hégémonie de Sparte est également importante. Ces conditions sont rejetées, et, aucun des deux camps n'étant prêt à faire marche arrière, les deux parties se préparent pour la guerre. Selon Athanasios G. Platias et Constantinos Koliopoulos, professeurs d'études stratégiques et de politique internationale, « plutôt que de se soumettre aux demandes coercitives, Périclès a choisi la guerre ». Une autre considération qui peut influencer la position de Périclès est la préoccupation vis-à-vis des révoltes dans l'empire qui pourraient se propager si Athènes se montrait faible.

#### Première année de la guerre (431av. J.-C.)
En 431 av. J.-C., alors que la paix est précaire, Archidamos II, roi de Sparte, envoie une nouvelle délégation en exigeant que les Athéniens se soumettent à ses sommations. Cette députation n'est pas autorisée à entrer dans la ville, puisqu'une résolution de Périclès prévoit qu'aucune députation n'est la bienvenue si les Spartiates ont déjà entrepris des actions militaires hostiles. Le rassemblement de l'armée spartiate à Corinthe est considéré comme une « action hostile ». Voyant sa dernière tentative de négociation rejetée, Archidamos envahit l'Attique et n'y trouve aucun Athénien. Périclès, conscient que la stratégie de l'ennemi serait d'envahir et de ravager le territoire, a déjà fait évacuer toute la population de la région à l'intérieur des Longs Murs.

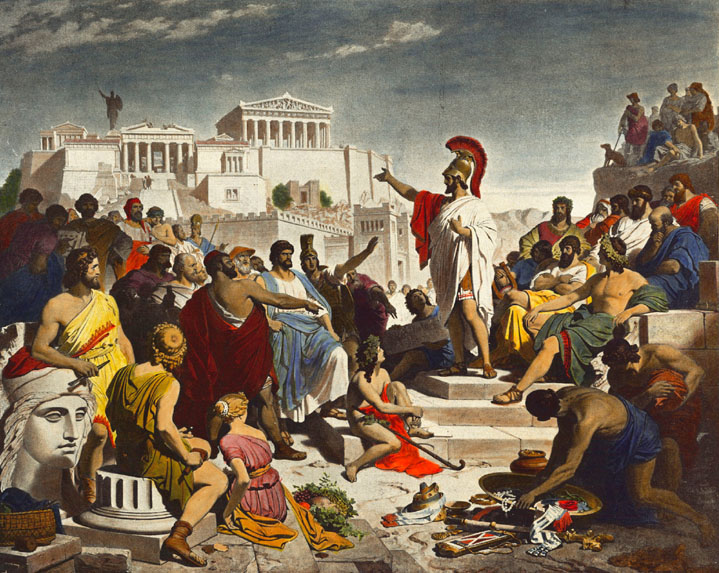
Périclès durant son oraison funèbre.

Aucune archive n'existe sur la manière exacte dont Périclès a réussi à convaincre les habitants de l'Attique d'accepter de se déplacer dans une zone urbaine densément peuplée. Pour la plupart, ce déplacement force l'abandon de leurs terres ancestrales et de sanctuaires en changeant complètement leur mode de vie. Par conséquent, bien qu'ils aient accepté de partir, de nombreux résidents des régions rurales sont insatisfaits de cette décision. Ce dernier a également donné des conseils à ses compatriotes sur les affaires en cours et leur a assuré que, si l'ennemi ne pillait pas ses propres terres, il offrirait sa propriété à la ville. Cette promesse est motivée par sa crainte qu'Archidamos, qui était l'un de ses amis, pourrait éviter de toucher à ses terres, soit par un geste d'amitié ou par un geste politique visant à aliéner Périclès de ses électeurs. Périclès désamorce donc d'éventuelles jalousies et contestations de la part de ses concitoyens.
Voyant le pillage de leurs fermes, les Athéniens sont scandalisés et ne tardent pas à exprimer indirectement leur mécontentement envers leur stratège, que beaucoup d'entre eux considèrent comme responsable de la guerre. Même si face à la pression croissante, Périclès ne cède ni aux exigences d'une action militaire immédiate contre l'ennemi ni à la révision de sa stratégie initiale. Il a également évité la convocation de l'ecclésia, craignant que le peuple et en particulier les paysans, indignés par le ravage des terres, puissent imprudemment décider de défier la puissante armée spartiate. Comme les réunions de l'ecclésia sont appelées à la discrétion de ses présidents tournants (prytanie), Périclès n'a aucun contrôle officiel sur leur programmation, mais son influence est encore suffisamment grande pour qu'il les persuadent de faire ce qu'il veut. Bien que l'armée spartiate soit restée dans l'Attique, Périclès a envoyé une flotte de 100 navires pour piller les côtes du Péloponnèse et charge la cavalerie de garder les fermes ravagées près des Longs Murs. Quand l'ennemi se retire et que le pillage prend fin, Périclès propose un décret pour thésauriser 1000 talents et tenir prêt 100 navires en cas d'attaque navale sur la ville. Selon les dispositions les plus strictes du décret, même proposer une utilisation différente de l'argent ou des navires entraînerait la peine de mort. Au cours de l'automne de l'année 431 av. J.-C., Périclès dirige une expédition contre Mégare et quelques mois plus tard (hiver 431-430 av. J.-C.), il prononce son oraison funèbre la plus fameuse, honorant les Athéniens qui sont morts pour leur cité.

#### Dernières opérations militaires et mort

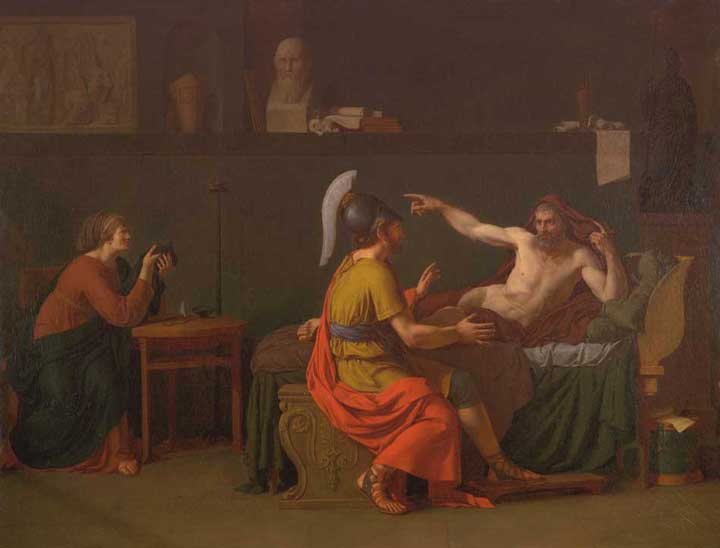
Anaxagore et Périclès par Augustin-Louis Belle (1757–1841).

En 430 av. J.-C., l'armée spartiate pille l'Attique pour la deuxième fois, mais Périclès maintient sa stratégie initiale. Refusant d'affronter directement la phalange spartiate, il conduit de nouveau un raid naval pour piller les côtes du Péloponnèse, en prenant cette fois 100 navires avec lui. Selon Plutarque, juste avant le départ, une éclipse solaire a effrayé les équipages, mais Périclès a utilisé les connaissances astronomiques qu'il a acquises auprès d'Anaxagore pour les calmer. Dans l'été de la même année, une épidémie éclate et décime la population d'Athènes,. Elle est aggravée par « l'affluence des gens de la campagne dans la ville : ces réfugiés étaient particulièrement touchés ». La maladie exacte est incertaine, et a été la source de beaucoup d'échanges entre historiens. Cette catastrophe supplémentaire déclenche une nouvelle vague de protestations publiques, et Périclès est forcé de se défendre dans un discours, dont une interprétation est présentée par Thucydide. Ceci est considéré comme un discours monumental, révélant la vertu de Périclès mais aussi son amertume à l'égard de ses compatriotes pour leur ingratitude. Temporairement, il réussit à dompter le ressentiment de la population et à traverser la tempête, mais les attaques de ses adversaires politiques finissent par porter leur fruit. Ils réussissent ainsi à le priver du mandat de stratège et à lui infliger une amende d'un montant estimé entre 15 et 50 talents. Il aurait été aussi déchu de ses droits civiques (atimia). Selon Plutarque, Cléon, nouveau venu sur la scène politique athénienne et promis à un grand avenir, a été l'accusateur dans ce procès.
Néanmoins, dans l'année, -en 429, les Athéniens non seulement pardonnent à Périclès, mais le réélisent comme stratège. Il est réintégré dans le commandement de l'armée athénienne et mène toutes ses opérations militaires pendant l'année 429 av. J.-C., ayant une fois de plus sous son contrôle les leviers du pouvoir. Cette même année, il est témoin de la mort des deux fils légitimes qu'il avait eu de sa première épouse, Xanthippe et Paralos, à la suite de l'épidémie. Son moral miné, il fond en larmes. Il meurt à l'automne de 429 av. J.-C., durant l'épidémie qui touche Athènes.
Le poète Aristophane et l'historien Thucydide sont des Athéniens comme lui et l'ont connu de son vivant. Thucydide, auteur de l’Histoire de la guerre du Péloponnèse, l'admire tandis que le poète comique Aristophane s'en moque et caricature aussi bien son physique que sa politique. De nombreux autres poètes, dont il ne reste que des fragments des œuvres, ont moqué Périclès, sa soif de pouvoir ou ses amours. Le philosophe Platon, né l'année suivant la mort de Périclès, est un Athénien et appartient à l’aristocratie et au parti oligarchique. Farouche adversaire de la démocratie, il le considère dans ses textes comme responsable d'un affaiblissement moral de la société. Les autres disciples de Socrate, comme Antisthène, sont aussi hostiles à Périclès. Aristote, auteur de la Constitution d'Athènes, brosse un portrait plus nuancé de l'homme politique. La Vie de Périclès de Plutarque, auteur grec né en 46 à l'époque romaine, est une source majeure très utilisée par les historiens jusqu'au XXIe siècle. Il utilise de nombreuses sources différentes dont certaines ont aujourd'hui disparu. Parfois admirateur du stratège, il reste un critique de son œuvre politique dans l'héritage de la pensée platonicienne. Vivant à l'époque des empereurs romains, il a parfois du mal à comprendre le fonctionnement du Ve siècle av. J.-C. et que le peuple puisse détenir réellement la souveraineté échappe à sa compréhension. Les sources épigraphiques et archéologiques sont rares, les ostraca au nom de Périclès, parfois écrits de mains différentes, parfois de la même main indiquant ainsi qu'ils ont été préparés à l'avance, apportent des enseignements sur sa vie politique mouvementée. Juste avant sa mort, les amis de Périclès sont réunis autour de son lit, énumérant ses vertus en temps de paix et en soulignant ses neuf trophées de guerre. Bien que moribond, il les entend et les interrompt, faisant remarquer qu'ils ont oublié de signaler que son plus grand et plus honorable titre pour mériter leur admiration, est qu'il n'a « fait prendre de vêtements noirs à aucun Athénien » (c'est-à-dire qu'il n'avait pas eu recours à la violence politique). Périclès a vécu les deux premières années et demie de la guerre du Péloponnèse et, selon Thucydide, sa mort a été un désastre pour Athènes puisque ses successeurs ne furent pas de sa trempe. Toujours selon Thucydide, ces derniers préféraient encourager les mauvais penchants de la foule et ont suivi une politique opportuniste, cherchant à être populaires plutôt qu'utiles. Par ces commentaires amers, Thucydide ne se contente pas de déplorer la perte d'un homme qu'il admire, il annonce également l'effacement de la gloire et de la grandeur d'Athènes.

## Évaluation historiographique
Périclès a marqué toute une époque et a inspiré des jugements contradictoires sur ses décisions importantes. Le fait qu'il soit à la fois homme d'État, stratège et orateur rend plus complexe l'évaluation objective de ses actions.

### Le rapport à la démocratie

Un ostracon portant l'inscription ΠΕΡΙΚΛΗΣ ΞΑΝΘΙΠΠΟΥ (Περικλῆς Ξανθίππου) : « Périclès, fils de Xanthippe », Musée épigraphique d'Athènes.

De l'Antiquité jusqu'au XXIe siècle, Périclès a suscité de nombreuses interrogations et polémiques sur son rapport au pouvoir : ses contemporains, ses successeurs politiques du IVe siècle, les penseurs des révolutions anglaises, américaines et françaises des XVIIe et XVIIIe siècles, les intellectuels des XIXe et XXe siècles l'ont tantôt présenté comme le père de la démocratie tantôt comme un démagogue populiste tantôt comme un monarque régnant sur des masses consentantes.
Certains chercheurs contemporains, à l'image de la traductrice et commentatrice d'Aristophane, Sarah Ruden, le jugent populiste, démagogue et belliciste. En 2012, l'érudit et romancier italien Umberto Eco dénonce l'image positive dont jouit Périclès dans les démocraties modernes alors qu'il n'était qu'un populiste. Ils reprennent ainsi une tradition initiée par Platon qui affirmait « que je sache, Périclès a rendu les Athéniens paresseux, bavards et cupides, en initiant le système des indemnités publiques ». Plutarque mentionne d'autres critiques envers Périclès :

« Suivant plusieurs autres, c’est Périclès qui introduisit la coutume de faire participer le peuple aux distributions des terres conquises, et de lui donner de l’argent pour assister aux spectacles et pour s’acquitter de ses devoirs civiques ; ce qui le gâta, lui inspira le goût de la dépense, le poussa à l’insubordination, et lui fit perdre l’amour de la sagesse et du travail. »

Les réformes civiques comme la mistophorie poussent les critiques de Périclès à le considérer comme responsable de la dégénérescence progressive de la démocratie athénienne. Konstantínos Paparrigópoulos, un historien grec moderne, a fait valoir qu'il a cherché à étendre et à stabiliser toutes les institutions démocratiques. Par conséquent, il a adopté une législation accordant aux classes inférieures l'accès au système politique et aux magistratures publiques, dont elles étaient jusqu'alors écartées en raison de leurs moyens limités ou de leur humble naissance. Selon Samons, Périclès a estimé qu'il était nécessaire d'élever le peuple, dans lequel il voyait une source inexploitée de puissance pour Athènes et l'élément crucial de sa domination militaire (à titre d'exemple, les membres des classes inférieures formaient la presque totalité des équipages de la flotte, épine dorsale de la puissance de la cité depuis l'époque de Thémistocle).
Cimon, quant à lui, croyait apparemment qu'il n'existait aucun espace supplémentaire pour l'évolution démocratique, que la démocratie avait atteint son apogée et que les réformes de Périclès conduisaient à l'impasse du populisme. Selon Paparrigopoulos, l'histoire a donné raison à Cimon, parce qu'Athènes, après la mort de Périclès, a sombré dans l'abîme de l'agitation politique et de la démagogie. Paparrigopoulos soutient qu'une régression sans précédent s'est abattue sur la ville, dont la gloire s'est évanouie du fait de sa politique populiste. Selon un autre historien, Justin Daniel King, la démocratie radicale a bénéficié aux personnes, mais a porté atteinte à l'État. De son côté, l'historien Donald Kagan affirme que les mesures démocratiques mises en œuvre par Périclès ont été la base d'une force politique presque inattaquable. En effet, Cimon a finalement accepté la nouvelle démocratie et ne s'est pas opposé à la loi sur la citoyenneté, après son retour d'exil en 451 av. J.-C..
Selon Plutarque, après avoir assumé la direction d'Athènes, « il n'était plus le même homme. Ce n’était plus ce démagogue voguant à tous les vents populaires, si dévoué, si facile à céder à tous appétits de la multitude […] Périclès tint les rênes avec une vigueur nouvelle ». Lorsque son adversaire politique Thucydide a été invité par le roi de Sparte Archidamos II et interrogé sur la question de savoir lequel de lui ou de Périclès est le meilleur combattant, Thucydide répond sans aucune hésitation que Périclès est le meilleur, parce que même quand il est battu, il réussit à convaincre le public qu'il a gagné. En matière de caractère, Périclès est irréprochable aux yeux des historiens antiques, car sa réputation n'est entachée par aucune affaire de corruption, même s'il n'a pas dédaigné s'enrichir.
Thucydide, admirateur de Périclès, soutient qu'Athènes a « [le nom de] démocratie mais, en fait, [est] régi par son premier citoyen ». À travers ce commentaire, l'historien illustre ce qu'il perçoit des capacités de Périclès à commander, convaincre et, parfois, manipuler. Bien qu'il mentionne l'amende de Périclès, il ne rapporte pas les contenus des accusations, mais se concentre plutôt sur son intégrité,. Pour lui, Périclès « n'a pas été emporté par le peuple, il a été celui qui a guidé le peuple ». Cette appréciation est contestée par certains historiens du XXe siècle, tels Malcolm F. McGregor et John S. Morrison qui ont suggéré qu'il a pu être charismatique en public et à la fois agissant en tant que défenseur des propositions des conseillers ou du peuple lui-même,. Selon King, en faisant grandir la puissance du peuple, les Athéniens se sont privés de chef autoritaire. Pendant la guerre du Péloponnèse, pour gouverner, la dépendance de Périclès vis-à-vis du soutien populaire est évidente.
Paradoxalement, si les poètes comiques athéniens dénonçaient l'ambition et le pouvoir de Périclès, leur existence prouve la tolérance, la liberté et la réalité de la démocratie au sein de la cité.
Pour Vincent Azoulay, si le pouvoir de Périclès fut réel, il a été surestimé à la fois par ses contemporains comme l'historien Thucydide et par les historiens modernes : il n'était qu'un stratège parmi dix élus en même temps que lui (direction collégiale), son autorité était sans cesse mise en tension par ses adversaires, sa réputation entachée par les caricatures et les comiques comme Aristophane, la peur d'être accusé de tyrannie et d'être ostracisé l'obligeait à construire et appliquer un modèle de gouvernant vertueux.

### Réalisations militaires
Sur plus de vingt ans, Périclès a conduit de nombreuses expéditions militaires, principalement navales. Selon Plutarque, il aurait élevé neuf trophées militaires mais les sources antiques insistent peu sur ses capacités sur le champ de bataille. Edmond Lévy en conclut qu'il avait plus « la compétence d'un ministre de la guerre que d'un général ».
Toujours prudent, il ne s'est jamais engagé de son propre gré dans une bataille incertaine et il n'a pas cédé aux « vaines impulsions des citoyens ». Il a fondé sa politique militaire sur le principe de Thémistocle selon lequel la prédominance d'Athènes dépend de la supériorité de sa marine de guerre et a estimé que les Péloponnésiens étaient quasi-invincibles sur la terre ferme. Périclès a également tenté de minimiser les avantages de Sparte en reconstruisant les Longs Murs. Selon Josiah Ober, professeur à l'université de Princeton, la stratégie de reconstruction des murs a radicalement modifié l'utilisation de la force dans les relations internationales grecques.
Pendant la guerre du Péloponnèse, Périclès a lancé une « grande stratégie » défensive dont le but était l'épuisement de l'ennemi et la préservation du statu quo. Selon Platias et Koliopoulos, Athènes, le plus fort des deux adversaires, n'avait pas besoin d'affronter directement Sparte sur le plan militaire et a plutôt « choisi de déjouer la stratégie spartiate ». Les deux principes de base de la « Grande Stratégie de Périclès » ont été de rejeter toute conciliation mais d'éviter l'extension du conflit. Selon Donald Kagan, sa prudence s'explique par le souvenir amer de la campagne d’Égypte, dont il aurait été blâmé. Sa stratégie est dite d'avoir été « intrinsèquement impopulaire », mais Périclès a réussi à convaincre le peuple de le suivre. C'est pour cette raison que Hans Delbrück le considère comme l'un des plus grands hommes d'État et chefs militaires de l'histoire. Bien que ses compatriotes se soient engagés dans plusieurs actions agressives peu de temps après sa mort, Platias et Koliopoulos soutiennent que, jusqu'à l'expédition de Sicile, les Athéniens sont restés fidèles à la stratégie de Périclès en cherchant à préserver et non à étendre l'empire. Pour sa part, Ben X. de Wet conclut que cette stratégie aurait réussi s'il avait vécu plus longtemps.
Les critiques sont cependant aussi nombreux que ses partisans. Une critique commune est que Périclès a toujours été un meilleur homme politique et orateur que stratège. Donald Kagan considère que sa stratégie a été « une forme de pensée magique qui a échoué », Barry S. Strauss et Josiah Ober ont déclaré « qu'en tant que stratège, il a échoué et mérite une part du blâme pour la grande défaite d'Athènes » et Victor Davis Hanson croit que Périclès n'avait pas élaboré une stratégie claire pour une action offensive efficace qui rende possible l'arrêt de la guerre par Thèbes ou Sparte,,. Kagan insiste sur quatre points faibles : a) en rejetant des concessions mineures, Périclès a conduit à la guerre, b) pas assez connu par l'ennemi, il manque de crédibilité, c) trop faible, il ne peut exploiter toutes les possibilités et d) tout le plan reposait sur son chef, il fut donc totalement fragilisé par sa mort. Kagan estime le coût de cette guerre à environ 2 000 talents par an et, que sur cette base, Périclès aurait eu assez d'argent pour tenir seulement trois ans. Il affirme que, comme il devait avoir connaissance de ces limites, il a probablement prévu une guerre beaucoup plus courte,. D'autres, comme Donald W. Knight, conclurent que la stratégie était trop défensive pour réussir.
Platias et Koliopoulos rejettent ces critiques et estiment que « les Athéniens ont perdu la guerre quand ils ont radicalement inversé la stratégie de Périclès qui leur enjoignait explicitement de s'abstenir de nouvelles conquêtes ». Hanson souligne que cette stratégie n'était pas novatrice, mais pouvait conduire à une stagnation en faveur d'Athènes. Enfin, une conclusion populaire est que ceux qui lui ont succédé ont manqué de ses capacités et de son caractère.

### Maîtrise de la rhétorique

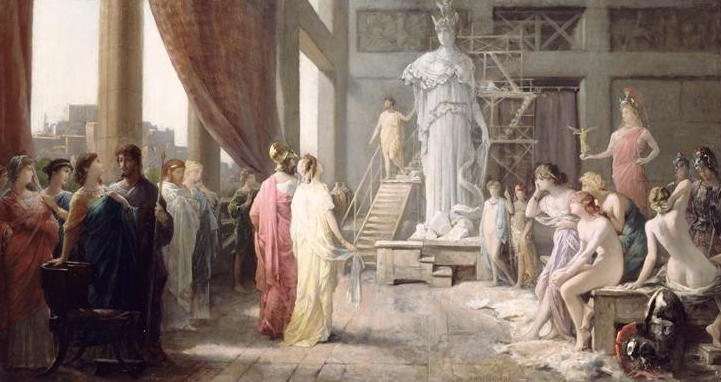
Périclès et Aspasie dans l'atelier de Phidias, toile de Louis Hector Leroux.

Les historiens modernes sont partagés sur la question de savoir quelle est la proportion, dans les discours de Périclès rapportés par Thucydide, de ce qui a été réellement prononcé par l'orateur et de ce qui est dû à la création littéraire de l'auteur. Comme Périclès n'a jamais écrit ses discours, les historiens ne sont pas en mesure de répondre avec certitude à cette question. Thucydide a recréé trois d'entre eux de mémoire et, par conséquent, il n'est pas sûr qu'il n'ait pas ajouté ses propres notions et pensées. Bien que Périclès ait été l'une des principales sources de son inspiration, certains historiens ont noté que le style littéraire passionné et idéaliste du discours rapporté par Thucydide est complètement en désaccord avec le style froid et analytique des écrits de ce dernier. Cela pourrait toutefois être le résultat de l'incorporation de la rhétorique dans l'historiographie. Concrètement, cela veut dire que Thucydide aurait pu simplement utiliser deux styles d'écriture pour deux raisons différentes.

Kagan estime que Périclès a adopté « un style élevé de discours, sans le vulgaire et les friponneries des harangueurs de foules » et, selon Diodore de Sicile, « il surpassait tous ses concitoyens dans les compétences de l'éloquence »,. Selon Plutarque, il a évité les artifices oratoires dans ses discours et a toujours parlé d'une manière calme et tranquille. Le biographe souligne, toutefois, que le poète Ion de Chios pensait que le style oratoire de Périclès était « une manière présomptueuse et un peu arrogante de discourir, et que dans son orgueil transparaissait du dédain et du mépris pour les autres ». Gorgias, dans le dialogue homonyme de Platon, utilise Périclès comme un exemple d'orateur puissant. Cependant Socrate jette le discrédit sur la rhétorique renommée de Périclès, affirmant ironiquement que, depuis qu'il a été éduqué par Aspasie, formatrice de nombreux orateurs, il serait supérieur en rhétorique à une personne instruite par Antiphon. Il attribue également la paternité de l'oraison funèbre à Aspasie et fustige la vénération de ses contemporains pour Périclès. Richard Claverhouse Jebb conclut : 
Les auteurs anciens grecs, vivant dans son siècle comme Aristophane ou postérieurs comme Diodore de Sicile, qualifient Périclès « d'olympien » et vantent ses talents : « tonnant, éclairant et passionnant la Grèce » et portant les armes de Zeus quand il discourt. Selon Quintilien, il a toujours préparé assidûment ses discours et, avant d'aller à la tribune, il a toujours prié les Dieux, afin de ne pas prononcer un mot inadéquat.

### Postérité

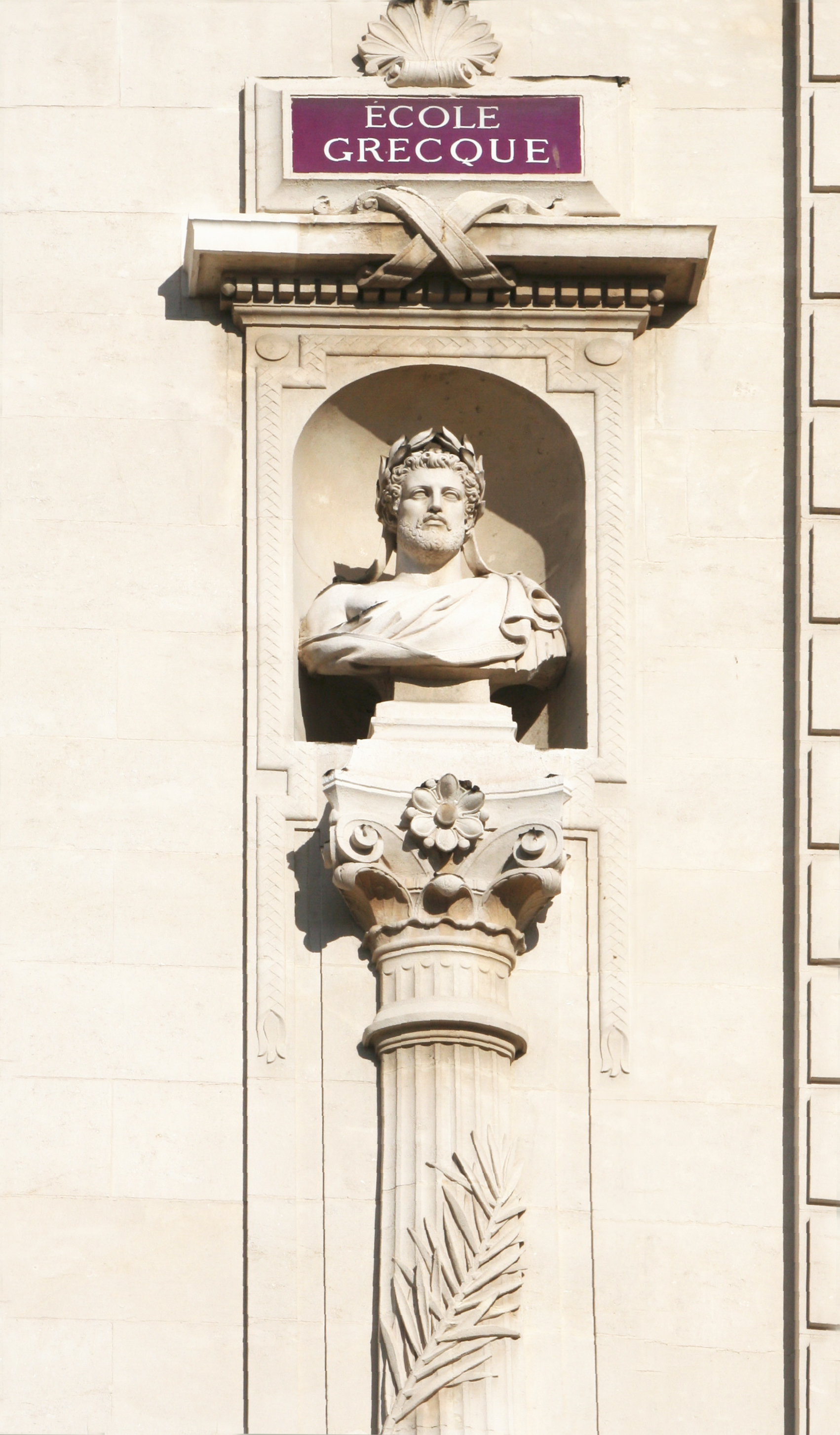
Buste de Périclès au Palais des Arts de Marseille.

Si Périclès a été le sujet de nombreuses réflexions philosophiques, politiques et historiographiques, il n'a pas été un sujet privilégié dans les arts visuels. Presque absentes de l'iconographie à l'époque moderne, les représentations de Périclès et des épisodes de sa vie ne s'imposent qu'avec le développement du néoclassicisme et l'exaltation des valeurs antiques. En France, la période révolutionnaire correspond aux premières représentations de Périclès.[réf. nécessaire] Le thème « Périclès et Anaxagore » est traité par Jean-Charles Nicaise Perrin dans un tableau exposé au Salon de 1791, puis par Augustin-Louis Belle au Salon de 1796 (Paris, musée du Louvre). Le peintre Alexandre Menjaud expose à son tour un tableau sur ce sujet au Salon de 1819.[réf. souhaitée] La figure de Périclès intègre la liste des grands législateurs antiques magnifiée dans le cadre des nouvelles institutions républicaines ou impériales[réf. nécessaire] : le sculpteur français François Masson est chargé en 1804 d'exécuter une effigie de Périclès pour la nouvelle salle des séances du Sénat (où il voisine avec Solon, Scipion l'Africain, Lycurgue de Sparte et Cincinnatus). En 1851 le thème de « Périclès au lit de mort de son fils » est choisi par l'École des Beaux-Arts de Paris comme sujet imposé du Prix de Rome de peinture. La toile de François Chifflart remporte le concours. Personnage secondaire de quelques romans au XXe siècle, aucun peplum, bande dessinée ou jeu vidéo ne lui est consacré.
L'héritage le plus visible de Périclès se trouve dans les œuvres littéraires et artistiques de l'âge d'or d'Athènes, dont la plupart survivent à ce jour. L'Acropole, bien qu'en ruines, est toujours un symbole de l'Athènes moderne. Paparrigopoulos écrit que ces chefs-d'œuvre sont « suffisants pour rendre immortel le nom de la Grèce dans notre monde ».
En politique, Victor Ehrenberg fait valoir qu'un élément de base de l'héritage de Périclès est l'impérialisme athénien, qui nie la véritable démocratie et la liberté aux gens, sauf d'un État dominant. La promotion d'un tel impérialisme arrogant aurait ruiné Athènes. Périclès et ses politiques « expansionnistes » ont été au centre des arguments de promotion de la démocratie dans les pays opprimés. En philosophie, il continue à inspirer les penseurs modernes comme Gilles Deleuze qui publie en 1988 Périclès et Verdi et pour qui la passivité de Périclès est le symbole du « pathos dans la raison, le désespoir du monde, l’éventualité du désastre ».
D'autres analystes maintiennent qu'un humanisme athénien s'est illustré dans l'âge d'or. La liberté d'expression est considérée comme l'héritage durable découlant de cette période. Périclès est salué comme « l'idéal-type de l'homme d'État parfait dans la Grèce antique » et son oraison funèbre est aujourd'hui synonyme de la lutte pour la démocratie participative et la fierté civique,.